# ماركينيوس (لاعب كرة قدم مواليد 1982)
ماركينيوس هو لاعب كرة قدم برازيلي في مركز الوسط، ولد في 16 أغسطس 1982 في فرانكا في البرازيل. لعب مع نادي ريو أفي ونادي غاما.